# ФК Берхем
К.Берхем Спорт 2004 (Koninklijk Berchem Sport 2004), кратка форма Берхем е белгийски футболен клуб от квартал Берхем в Антверпен.

## История
Клубът е основан през 1906 година и става член на Белгийската Футболна Асоциация две години по-късно. Пет години по-късно, той добавя префикса Ройал към името си, след това се промени тази представка на Koninklijk през 1967 г.

## Успехи
- Белгийска Про Лига
  - Вицешампион (3): 1948/49, 1949/50, 1950/51
- Купа на Белгия
  - Полуфиналист (2): 1953/54, 1970/71
- Белгийска втора лига
  - Шампион (5): 1933/34, 1942/43, 1961/62, 1971/72, 1985/86